# Игнатьев, Пётр Александрович (1847)
Пётр Алекса́ндрович Игна́тьев (1847—1926) — действительный тайный советник, русский государственный деятель. Землевладелец Тверской губернии (родовые 550 десятин).

## Биография
Православный. Из потомственных дворян Тверской губернии. Его родители: Александр Дмитриевич Игнатьев (1800—1880) и Александра Алексеевна Мусина-Пушкина (1828—1890).
По отцовской линии — внук контр-адмирала Дмитрия Александровича Игнатьева (1771—1839), по материнской — Алексея Петровича Мусина-Пушкина (1805—1866), генерал-майора Свиты, командира лейб-гвардии Преображенского полка.
Высшее образование получил в Санкт-Петербургском университете, однако полного курса не окончил.
Председатель Петроградского Окружного Суда, затем товарищ (заместитель) Главноуправляющего Собственной Его Императорского Величества Канцелярии.
В службе с 1871 года. В 1896 году произведён в действительные статские советники, в 1901 году — в тайные советники, в 1911 году — в действительные тайные советники.
С 1901 года — сенатор, присутствующий в судебном департаменте Правительствующего Сената и состоявший членом Особого присутствия при Государственном совете для предварительного рассмотрения жалоб на определения департаментов Сената и членом Комитета о службе чинов гражданского ведомства.
С 1913 года — первоприсутствующий в судебном департаменте Сената.
1 января 1915 года назначен членом Государственного совета. Входил в кружок внепартийного объединения и Прогрессивный блок. В 1916 году был избран в комиссию законодательных предположений. После Февральской революции, 1 мая 1917 года, оставлен за штатом, а 25 октября 1917 уволен.

## Семья
С 15 января 1878 года был женат на Екатерине Семеновне Храповицкой (1854—1913), внучке И.С.Храповицкого.
Их дочь:
- Екатерина (1879—1942), в замуж. Ридигер. Умерла в блокадном Ленинграде[1]. Ее муж (с 1904) — Всеволод Александрович Ридигер (1871—1924), камергер, действительный статский советник, родной брат М.А.Ридигера, деда будущего Патриарха Алексия II.
  - Внук — Всеволод Всеволодович Ридигер (1905, Санкт-Петербург—1943, Челябинск).
    - Правнук — Владимир Всеволодович Ридигер,  секретарь прихода Казанского собора, троюродный брат Патриарха Алексия II.[2]

## Награды
- Орден Святого Станислава 1-й степени (1899)[3]
- Орден Святой Анны 1-й степени (1902)[3]
- Орден Святого Владимира 2-й степени (1905)[3]
- Орден Белого орла (1908)[3]
- Орден Святого Александра Невского (1913)[3]
- Медаль «В память царствования императора Александра III»[3]
- Медаль «В память 300-летия царствования дома Романовых»[3]